# Elezioni legislative nei Paesi Bassi del 1963
Le elezioni legislative nei Paesi Bassi del 1963 si tennero il 15 maggio per il rinnovo della Tweede Kamer.

## Risultati
| Liste                                           | Voti      | %     | Seggi |
| ----------------------------------------------- | --------- | ----- | ----- |
| Partito Popolare Cattolico                      | 1 995 352 | 31,88 | 50    |
| Partito del Lavoro                              | 1 753 084 | 28,01 | 43    |
| Partito Popolare per la Libertà e la Democrazia | 643 839   | 10,29 | 16    |
| Partito Anti-Rivoluzionario                     | 545 836   | 8,72  | 13    |
| Unione Cristiana-Storica                        | 536 801   | 8,58  | 13    |
| Partito Pacifista-Socialista                    | 189 373   | 3,03  | 4     |
| Partito Comunista dei Paesi Bassi               | 173 325   | 2,77  | 4     |
| Partito Politico Riformato                      | 143 818   | 2,30  | 3     |
| Partito dei Contadini                           | 133 231   | 2,13  | 3     |
| Alleanza Politica Riformata                     | 46 324    | 0,74  | 1     |
| Partito Appello Economico                       | 37 554    | 0,60  | –     |
| Partito Liberale di Stato (1963)                | 22 353    | 0,36  | –     |
| Unione Liberale - Traffico Sicuro               | 21 048    | 0,34  | –     |
| Nuovo Partito Democratico                       | 13 064    | 0,21  | –     |
| Partito Popolare Nazionale Cristiano            | 1 824     | 0,03  | –     |
| Lista Grol                                      | 876       | 0,01  | –     |
| Referendum Popolare                             | 819       | 0,01  | –     |
| Totale                                          | 6 258 251 | 100   | 150   |